# Ratiba Tariket
Ratiba Tariket –en árabe, رتيبة تاريكات– (nacida el 22 de diciembre de 1984) es una deportista argelina que compite en judo. Ganó una medalla en los Juegos Panafricanos de 2015, y ocho medallas en el Campeonato Africano de Judo entre los años 2002 y 2017.

## Palmarés internacional
| Juegos Panafricanos | Juegos Panafricanos               | Juegos Panafricanos | Juegos Panafricanos |
| Año                 | Lugar                             | Medalla             | Categoría           |
| ------------------- | --------------------------------- | ------------------- | ------------------- |
| 2015                | Brazzaville (República del Congo) | Medalla de oro      | –57 kg              |
| Campeonato Africano |                                   |                     |                     |
| Año                 | Lugar                             | Medalla             | Categoría           |
| 2002                | El Cairo (Egipto)                 | Medalla de bronce   | –52 kg              |
| 2009                | Puerto Louis (Mauricio)           | Medalla de oro      | –52 kg              |
| 2011                | Dakar (Senegal)                   | Medalla de bronce   | –57 kg              |
| 2012                | Agadir (Marruecos)                | Medalla de oro      | –57 kg              |
| 2014                | Puerto Louis (Mauricio)           | Medalla de oro      | –57 kg              |
| 2015                | Libreville (Gabón)                | Medalla de plata    | –57 kg              |
| 2016                | Túnez (Túnez)                     | Medalla de oro      | –57 kg              |
| 2017                | Antananarivo (Madagascar)         | Medalla de plata    | –57 kg              |